# Липовая гора (Пригородный район)
Ли́повая — гора в Пригородном районе Свердловской области, в окрестностях посёлка Черноисточинска.
Расположена северо-восточнее жилой застройки посёлка, при въезде в него со стороны Нижнего Тагила. Гора частично покрыта лесом, склоны очень крутые. Встречаются утверждения, что Липовая гора — это бывший вулкан.  С горы открывается великолепный вид на Нижний Тагил, Черноисточинск, горы: Белую, Острую, Аблей, Дыроватик и Юрьев Камень.